# Арсабер
Арсабер (грчки: Ἀρσαβήρ) је био византијски племић који је 808. године подигао неуспешну побуну против цара Нићифора I (802-811).

## Биографија
Арсабер је био племић јерменског порекла. Носио је титулу патрикија. Као квестор је служио цара Нићифора. Фебруара 808. године група византијских службеника дигла се против Нићифорове владавине. Устанак је предводио Арсабер који је проглашен за цара. Нићифор је открио побуну, угушио ју је, а њене учеснике казнио. Арсабер је приморан да се замонаши у Битинији. Арсаберова ћерка Теодосија се касније удала за цара Лава V Јерменина (813-820).